# Gewargis III
Gewargis III (en siríaco: ܡܪܝ ܓܝܘܪܓܝܣ ܨܠܝܒܼܐ) occidentalizado como Georgius [Jorge] III, nacido como Warda Daniel Sliwa (en la localidad de Habbaniyah, el 23 de noviembre de 1941) es el patriarca emérito de la Iglesia asiria del Oriente. Fue elegido por el Santo Sínodo de la Iglesia asiria de Oriente para suceder a Mar Dinkha IV como Patriarca-Catolicós el 18 de septiembre de 2015; siendo formalmente consagrado y entronizado como Patriarca-Catolicós de la Iglesia asiria del Oriente el 27 de septiembre de 2015.
El 3 de febrero del 2020, Mar Gewargis III anunció su retiro del cargo patriarcal por problemas de salud y convocó a una sesión extraordinaria del Santo Sínodo para el 22 de abril en la que se formalizaría su renuncia y se elegiría a su sucesor; sin embargo, debido a la pandemia de COVID-19, la celebración de esta sesión debió ser aplazada y la oficialización de su renuncia debió esperar hasta el inicio de la asamblea sinodal el 6 de septiembre de 2021.

## Biografía
Gewargis Sliwa nació el 23 de noviembre de 1941 en Habbaniya en territorio que actualmente corresponde al Irak. En 1964, él se matriculó en la Facultad de Educación de la Universidad de Bagdad. Seguidamente, enseñó Inglés en varias escuelas de Irak en los siguientes trece años.
Durante una visita a Estados Unidos él fue llamado por el Patriarca-Catolicós, Mar Dinka IV, para servir en la Iglesia asiria del Oriente como ministro ordenado. Después estudió los ritos y teología de la Iglesia, siendo ordenado en el diaconado el 13 de abril de 1980 y en el presbiterado el 8 de junio de 1980. Continuó sirviendo y estudiando en la Iglesia, hasta que fue nombrado por el Patriarca-Catolicós Mar Dinka IV y la jerarquía de la Iglesia asiria de Oriente para asumir el rango de Metropolitano de Bagdad y de todo Irak. Así, el ocuparía la sede metropolitana vacante de Elam, sucediendo al Metropolitano Mar Yosip Khananisho, quien murió en 1977. El 7 de junio de 1981, domingo de Pentecostés, fue consagrado como Metropolitano de Bagdad y de todo Irak por Mar Dinkha IV, con la asistencia de Mar Aprim Khamis, en la Catedral de San Jorge, Chicago. El nuevo metropolitano le fue dado el nombre eclesiástico de Mar Gewargis.

### Permanencia como Metropolitano
Durante su gobierno estableció el seminario menor en Bagdad, el cual produciría numerosos sacerdotes y diáconos para Irak. Algunos estudiantes fueron enviados a Europa para los estudios doctorales en teología. En 1994, después de la caída de la URSS, el metropolitano Gewargis inició una misión para los asirios en la Federación de Rusia, erigiendo un número de parroquias de misión. En ese año, un sacerdote permanente fue nombrado para la nueva parroquia establecida de Santa María en Moscú. El número de diáconos y sacerdotes de la Iglesia Asiria de Oriente en Rusia incrementó.
En 1998 viajó a China e hizo contacto con las comunidades cristianas ahí. Visitó algunas antiguas reliquias de la Iglesia Asiria de Oriente, que han estado presentes en China desde el establecimiento de las misiones en China en la temprana historia de la Iglesia asiria de Oriente, recorriendo también las regiones de Mardin y Hakkari, ahora en el sur de Turquía, donde se encuentran muchas reliquias de la Iglesia asiria de Oriente que datan de su temprana historia. Estableció una biblioteca dentro de la residencia del metropolitano, que contiene cientos de antiguos manuscritos. en Bagdad fundo un imprenta, que realizó numerosos libros litúrgicos y otros volúmenes de asuntos catequéticos. En 2009, fundó la Escuela Primaria Privada Urhai (Edessa) en Bagdad.
Gewargis ha participado en foros ecuménicos y encuentros fraternos entre la Iglesia Asiria de Oriente y otras iglesias y organizaciones eclesiásticas, en particular con el Consejo de Iglesias de Oriente Medio y el Consejo de jefes de las Iglesias en Bagdad.

### Elección y consagración como Patriarca-Catolicós
Entre el 16 y el 17 de septiembre de 2015, el Consejo de Prelados de la Iglesia Asiria de Oriente fue reunido en Sínodo en la Catedral de San Juan Bautista en Erbil, Irak. El 18 de septiembre de 2015, los prelados eligieron a Mar Gewargis Sliwa como el 121.er Patriarca-Catolicós de la Santa Sede de Seleucia-Ctesifonte. Siendo consagrado y entronizado como Patriarca-Catolicós, estando presentes Mar Aprem Mooken, metropolitano de Malabar y la India, Mar Meelis Zaia, metropolitano de Australia, Nueva Zelanda y los obispos de Líbano presentes. Desde entonces lleva el nombre de Mar Gewargis III.

### Problemas de salud y renuncia
En diciembre de 2019 durante una estancia en Alemania, el patriarca presentó graves problemas de salud que lo llevaron a reflexionar profundamente sobre el deterioro de su estado físico y su capacidad para ejercer adecuadamente sus funciones como líder de la Iglesia. Por esta razón, tomó la decisión de renunciar a su cargo patriarcal y el 3 de febrero del 2020 envió una carta a todos los obispos de la Iglesia asiria donde les comunicaba su decisión y los convocaba a una sesión extraordinaria del Santo Sínodo, al inicio del cual se haría efectiva su renuncia y luego se elegiría al nuevo patriarca.
No obstante, debido a la pandemia de COVID-19, la celebración del Sínodo debió aplazarse más de un año, comenzando finalmente el 6 de septiembre de 2021 con el discurso del patriarca dimisionario. Como su sucesor, el Sínodo eligió a Mar Awa Royel.